# Willi Seibert

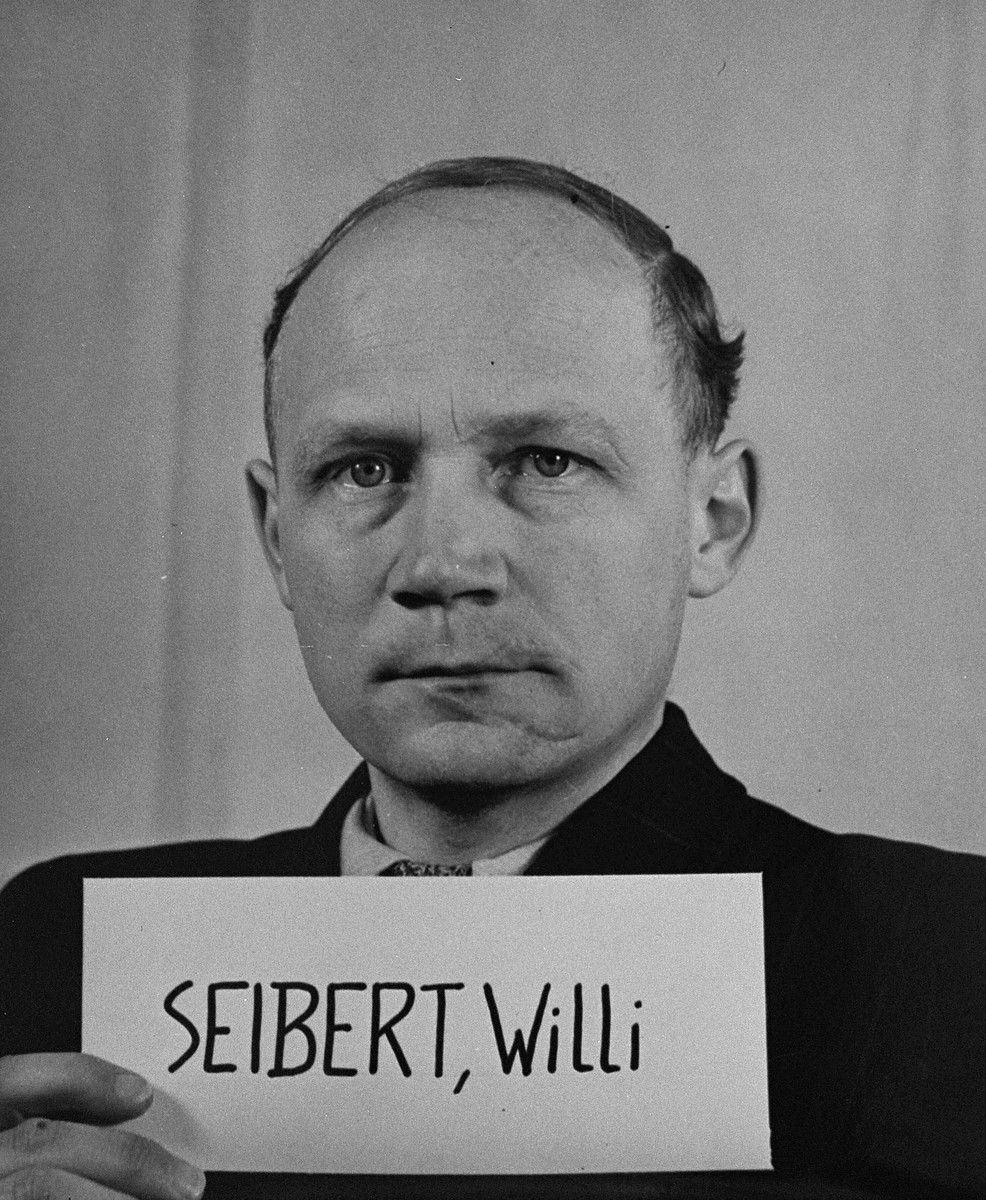
Willi Seibert beim Einsatzgruppen-Prozess

Willi Seibert, auch Willy Seibert (* 17. Juni 1908 in Hannover; † 30. März 1976 in Bremen), war ein SS-Standartenführer und von Mai 1941 bis Sommer 1942 stellvertretender Kommandeur der Einsatzgruppe D unter Otto Ohlendorf. Die Mitglieder der Einsatzgruppe D ermordeten auf der Krim und in der südlichen Sowjetunion 1941–1943 zehntausende Juden. 1948 wurde Seibert im Einsatzgruppen-Prozess zum Tode verurteilt, jedoch 1954 aus der Haft entlassen.

## Biografie

### Ausbildung, Aufstieg im RSHA
Wilhelm Julius Heinrich August Seibert besuchte die Schule in Hannover und absolvierte danach eine Ausbildung zum Steinmetz, wobei er parallel Vorlesungen an der TH Hannover besuchte. Von 1930 bis 1932 studierte er Nationalökonomie an der Universität Göttingen und erlangte einen Abschluss als Diplom-Volkswirt. Am 27. April 1933 – also nach der nationalsozialistischen „Machtergreifung“ – trat er in die NSDAP ein (Mitgliedsnummer 1.886.112). Von 1932 bis 1935 diente er in der Reichswehr, wo er nach Besuch der Infanterie-Schule Döberitz 1935 zum Leutnant ernannt wurde.
Im November 1935 trat Seibert der SS als Unterscharführer bei (Dienstgrad entspricht Unteroffizier, SS-Nr. 272.375) und wurde im Sicherheitsdienst der NSDAP (SD) in Berlin im Amt II Bereich 235 (Finanzwirtschaft) eingesetzt. Sein Vorgesetzter war hier Reinhard Höhn. In Folge wurde er kontinuierlich befördert, bis er im April 1939 den Dienstgrad des SS-Hauptsturmführers erlangte. Mit Bildung des Reichssicherheitshauptamt (RSHA)  im September 1939 wurde Seibert kommissarischer Leiter des Amtes III D (Wirtschaft) unter Otto Ohlendorf, der das gesamte Amt III leitete. Im August 1940 wurde er in dieser Funktion zum SS-Sturmbannführer befördert.

### Im Krieg gegen die Sowjetunion (1941–1945)
Ab Mai 1941 wurden die Einsatzgruppen der Sicherheitspolizei und des SD für den geplanten Überfall auf die Sowjetunion in Pretzsch zusammengezogen. Die Einsatzgruppen erhielten vor Beginn des Krieges den Auftrag, die sowjetischen Funktionäre und die „jüdische Intelligenz“ der Sowjetunion zu ermorden, vielleicht war auch schon die Vernichtung aller jüdischen Männer im wehrfähigen Alter in den Befehl eingeschlossen. Im Laufe der ersten drei Monate des Krieges gegen die Sowjetunion eskalierte die Mordtätigkeit der Einsatzgruppen im Osten, so dass spätestens Anfang Oktober 1941 unterschiedslos jüdische Männer, Frauen, Kinder und Greise erschossen wurden. Auch versprengte Kriegsgefangene, „Zigeuner“, Psychiatriepatienten und Geiseln aus der Zivilbevölkerung gehörten zu den Opfern der Einsatzgruppen.
Otto Ohlendorf leitete die Einsatzgruppe D, wo Seibert unter seinem Vorgesetzten die gleiche Funktion als Leiter des Amtes III (Nachrichtendienst) wie im RSHA einnahm. Die Einsatzgruppe D wurde etwas später als die Einsatzgruppen A–C aufgestellt (für die Heeresgruppen Nord, Mitte und Süd vorgesehen), nachdem klar war, dass sich auch Rumänien am Krieg gegen die Sowjetunion mit eigenen Soldaten beteiligen würde. Die Einsatzgruppe D sollte der 11. Armee der Wehrmacht und den rumänischen und ungarischen Verbänden in der Ukraine südlich der Linie Czernowitz, Ananjiw, Nikolajew, Melitopol, Mariupol, Taganrog, Rostow am Don folgen. Damit gehörte auch die bevölkerungsreiche Krimhalbinsel zum Einsatzgebiet. Nach der geplanten Eroberung des Kaukasus sollte die Einsatzgruppe C die gesamte Ukraine übernehmen, während sich die Einsatzgruppe D auf den Kaukasus konzentrieren sollte.
Als faktischer Stellvertreter von Ohlendorf war Seibert neben dem Funker einer von drei SS-Männern in der Einsatzgruppe D mit Kenntnis der Lagemeldungen an das RSHA, die die genauen Zahlen der ermordeten Juden, Kommissare und „bolschewikischen Amtsträger“ enthielten. In Abwesenheit von Ohlendorf verfasste und unterzeichnete Seibert diese Meldungen selbständig. Am 16. April 1942 fertigte Seibert eine Lagemeldung an, die den Satz „Die Krim ist judenfrei.“ enthielt. In seiner Funktion nahm Seibert Inspektionen der Einsatzkommandos und Sonderkommandos (Untereinheiten der Einsatzgruppe D) vor und nahm nach eigenem Geständnis an mindestens zwei Exekutionen teil. Im Juni 1942 wurde Seibert nach Berlin in das RSHA zurückversetzt, wo er seine alte Stelle unter Ohlendorf wieder einnahm. Die Mitglieder der Einsatzgruppe D ermordeten in der Dienstzeit von Seibert von Juni 1941 bis Juni 1942 ungefähr 90.000 Menschen in den besetzten Gebieten der Sowjetunion.

### Nach Kriegsende
Von 1945 bis 1946 befand sich Seibert in einem britischen Internierungslager. 1947/48 war er einer von 24 Angeklagten im Einsatzgruppen-Prozess, bei dem ihn Rechtsanwalt Gerhard Klinnert unter Assistenz von Heinrich Klug vertrat. Auf die Frage von Richter Michael A. Musmanno, ob Seibert auf Befehl des Vorgesetzten seine eigenen Eltern erschossen hätte, verweigerte Seibert erst die Aussage. Nach einer Prozessunterbrechung von einem Tag sagte er schließlich aus, dass er dies nicht könne und ihm die Ausführung eines solchen unmenschlichen Befehls nicht möglich wäre. Diese Aussage störte die Verteidigungsstrategie des Befehlsnotstandes erheblich. Richter Musmanno nahm später in seiner Urteilsbegründung direkt darauf Bezug, indem er feststellte, dass auch ein deutscher Soldat kein „Sklave in Ketten“ sei, sondern ein „Beauftragter mit eigenem Denkvermögen“, der Spielraum für seine Handlungen habe. Unmenschliche Befehle müssen nicht ausgeführt werden. Da sie aber durch die Angeklagten ausgeführt wurden, haben sie sich freiwillig am Massenmord beteiligt.
1948 wurde Seibert zum Tode verurteilt, jedoch wurde das Urteil 1951 durch den Hochkommissar John McCloy in eine Freiheitsstrafe von 15 Jahren umgewandelt. Am 14. Mai 1954 wurde Seibert freigelassen. Nach seiner Haftentlassung ließ sich Seibert nach einer Zwischenstation in Hannover im Oktober 1956 in Syke nieder, einer kleinen Stadt bei Bremen. Er war verheiratet und hatte zwei Kinder. Mit Hinweis auf seine schnelle Begnadigung wurde Seibert zusammen mit 1.800 Wirtschaftsführern, Politikern und führenden Beamten der Bundesrepublik im erstmals 1965 erschienenen Braunbuch der DDR aufgelistet. Seibert lebte zwanzig Jahre in Syke, bis er 67-jährig in Bremen verstarb.